# Parallels (azienda)
Parallels, Inc. è un'impresa produttrice software di virtualizzazione con uffici in tutto il mondo: Stati Uniti, Germania, Regno Unito, Francia, Giappone, Cina e Russia.
Nel 2004 è stata acquisita da SWsoft.
A Gennaio del 2008 SWsoft si fonde con Parallels per diventare un'unica compagnia sotto il marchio Parallels.